# Lysiosquillina glabriuscula
Lysiosquillina glabriuscula är en kräftdjursart som först beskrevs av Jean-Baptiste Lamarck 1818.  Lysiosquillina glabriuscula ingår i släktet Lysiosquillina och familjen Lysiosquillidae. Inga underarter finns listade i Catalogue of Life.